# 광전대 마스크맨
《광전대 마스크맨》(光戦隊マスクマン 히카리센타이 마스크만[*])은 1987년 2월 28일부터 1988년 2월 20일까지 TV 아사히에서 방영되었다. 대한민국에서는 대영팬더에서 한국어 더빙 제작하여 《빛의 전사 마스크맨》이라는 제목의 비디오로 출시한 바 있다.

## 개요
본 작품의 특징은 레드 마스크 타케루와 그 애인 미오 것 이알 공주의 편 연애(엄밀히는 순애보)이 작극의 근간으로서 그려진 것이다. 이로써 여성층에게 큰 호평을 얻어 팬 층의 확대에 기여한다.
《초전자 바이오맨》을 비롯한, 《전격전대 체인지맨》, 《초신성 플래시맨》과 3작품에 걸쳐서 《우주 규모의 이야기》가 주류를 이뤘던 이전 시리즈와는 달리, 본 작품에서는 《인간의 내면》에 눈을 돌리게 됐다. 그것까지 서양 과학적 요소에 대한 안티테제로서, 가라테, 쿵푸 등 격투기를 모티브로 한 동양적인 소재를 가미하여, 나중의 인터뷰에서 스즈키 타케 유키는 〈정말 간단하게 누르는 듯하지 않느냐는 것으로 무언가를 붙인다는 것을 멈추세요〉라고 말하고 있다. 본 작품의 모티브는 기공이다. 전대 팀의 5명은 모두 무술(격투기)의 달인으로 설정되어 있어〈인간의 몸에 있는 가능성을 끌어내는 존재〉로서의 설득력을 부여하려는. 극중 각 전사의 파워 업도 아이템은 아니라는데 〈훈련에서 아우라 파워를 끌어내〉라는 것이다.
기획 단계에선, 《더 파이브 맨》이라는 제목이다. 정장 목덜미에 라고 읽는 의장이거나, 1호로 명칭이 전대 이름의 마스크 아니다 파이브라는 말 등 곳 곳에 그 자취가 보인다. 이 이름은 1990년 제작 《지구전대 파이브맨》에서 재기용된. 마찬가지로 기획 단계에서는 마스크 맨 5명이 〈모습 탐정 사무소〉의 소원으로 알려졌으나, 직업 설정이 극의 전개에 걸림돌이 될 수 있다는 점에 착안하여, 실제 작품에서 5명이 소속된 〈모습 레이싱 팀〉도 제1화에서 폐쇄되어 있다.
1호로인 그레이트 파이브는 시리즈 첫 5대 합체 로봇인 로보의 부품이 5명 전원에 1대씩이라는 형태로 맞춰졌던 것도 이번이 처음이다. 5대 합체의 아이디어가 태어난 것은 본 작품이 처음은 아니지만 완구화에 있어서 그 결합의 재현이 어려운 것, 및 제품 단가가 비싼 점에서 그동안 미뤄졌던. 본 작품에서 5대 통합이 실현된 것은 장난감 제조 기술의 향상에 의한 5대 합체를 실현할 수 있게 된 것 및 시대가 거품 경기에 돌입한 점, 그리고 완구 업계가 생산 거점을 해외로 옮긴 것에서 제조 원가를 낮출 수 있었다는 사정이 배경에 있다. 중반부터 2호로의 〈갤럭시로〉가 등장하지만 기획 단계에서는 확실히 나온다고 정해진 것이 아니라 1호로 상업 성적의 성패를 보고등장시킨다는 전략이었다. 사실 《마스크 맨》는 시청률·매출 함께 좋은 성적을 거두면서 무사히 갤럭시 로보는 양노목을 볼 수 있었다.
또 1회 한정이지만, 마스크 맨 프로토 타입으로 알려진 시리즈 첫 6번째의 전사, 〈X1마스크〉가 등장한다. X1마스크의 머리는 다른 마스크 맨과 다른 《배틀 피버 J》처럼 눈을 본뜬 조형이 되고 있다. 기획 단계에서는 히어로의 디자인 후보로 그려진 눈의 한 형태와 기존의 고글 형이 팽팽히 맞서고 물러서지 않았고 전에 없이 결정이 난항을 겪으며 두 종류의 레드용 마스크가 시작됐다. 결국은 〈눈 있는 영웅은 신선함이 아직 취약〉라는 이유로 고글 형이 채용된다. X1마스크의 머리는 이때의 시제품을 유용한 것이지만, 정장은 신작이다.
《마스크맨》은 평소보다 1회 분량 일찌감치 끝났다. 이는 차기작인 《초수전대 라이브맨》이 《배틀 피버 J》에서 세어서 10주년 기념 작품이기 때문에, 당초 2월 마지막 주에 10대 전대를 총정리한 스페셜 프로그램을 방영할 예정이었다. 그런데 악천후 등 기상 악화 문제 때문에 《마스크 맨》 촬영 일정이 늦어지는 관계로, 스페셜 프로그램을 제작할 여유가 없어진다, 예정일보다 일찌감치 2월 마지막 주부터 《라이브맨》이 바로 시작하게 된다. 10대 전대의 특집은 《초수전대 라이브맨》 후속 작품인 《고속전대 터보레인저》 제1화까지 이월되고 말았다.

## 줄거리
지상과는 다른 진화를 걸었다 또 하나의 인간이 사는 지저(지하)는 지제왕 제바에서 '지저 제국 츄브'로 통일됐다. 지제왕 제바는 다음 목표로 지상 침략을 개시한다."모습 레이싱 팀"의 레이서·타케루에 대한 연인의 미오가 튜브의 존재를 경고한 직후 갑자기 나타난 땅에 미오가 빠져들고 만다. 그녀의 진짜 이름은 '이아루 공주'로 악의 조직인 '지저 제국 튜브'가 파견한 지상의 스파이이자 과거의 지제왕이었던 이가무왕가의 공주였지만, 타케루를 사랑했기 때문에 츄브를 배반하게 되었던 것이다.
전부터 튜브의 존재를 감지했던 레이싱 팀의 대표 모습 산쥬 로우는 그 위협에 맞설 기운 파워의 소질이 있는 5명의 젊은이를 끌어〈광전대 마스크맨〉를 구성했으며 타케루도 그 중 한명이었다. 지상 침공을 시작한 튜브와 첫 경기에 간신히 승리했던 마스크만 했지만 땅 제성의 부상으로 고전한다. 고생 끝 아우라 파워를 완전히 발동한 5명은 거대 로봇·그레이트 파이브에 의해서 츄브의 작전을 무너뜨린다.
몰락한 집의 재흥을 목표로 땅 황제 왕자 이가무는 여동생 이아루를 속였다며 타케루를 해할 기회를 노리다. 한편 제바 부하의 공격도 점점 심해지면서 독 도그라 전후에 그레이트 파이브가 지하에 묻힌다. 마스크맨은 이 궁지에 있어서 과거 폭주하고 잃었던 갤럭시 로보를 되찾고 전력을 증강시킨다.
츄브는 마스크맨 멤버 개개인을 표적으로 삼게 되며 도적 기사 키로스에 의해서 필살 무기 숏 본 바가 파괴된다. 이아루 공주를 구하려고 하다 키로스와 대치에서 타케루는 미오와 이알이 동일 인물로 알아라. 마스크맨은 광 전대의 기사들의 도움으로 새 무기·제트 카논을 얻어 그 위력에서 츄브의 악행을 저지한다.
아키라가 갑옷 도그라의 갑옷을 맞고 땅 황제 검객 우나스로 변모하고 이가무와 함께 동료에게 달려들어 왔을 때 싸움 속에서 이가무의 투구가 깨져서 사실은 여성임이 드러난다. 타케루는 동굴 안에서 얼음에 갇힌 이아루를 발견하고 키로스와 분쟁이 되고, 분쟁 중에 깨진 얼음 조각들이 가슴에 박히며 키로스는 사망한다. 제바는 석방된 이아루와 타케루의 말살을 이가무에 명한다.
사실상, 지제왕 제바에 대한 전율의 정체는 과거 이가무 왕의 일족에 의해서 퇴치된 사악한 '리사루 도그라'의 새끼이자 복수 때문에 지하 세계를 빼앗자 자신의 약점으로 이어지는 왕가의 자매 사이를 갈라놓은 것이었다. 진실을 알아버린 이가무는 집안의 부흥이라는 대의를 버리고 이아루와 화해하였다. 이가무자매에 갖춰진 신비의 힘으로 지제성에서 방출되는 암흑 입자를 지우고, 지제왕 제바를 더욱 약화시킨다. 마스크맨은 지제수 '리사루 도그라'의 본능을 비로소 드러냈다.
이렇게 싸움은 끝나고 지상과 지저 세계가 둘 다 공존하면서, 평화가 돌아왔다. 하지만, 이아루 공주는 사랑하는 타케루와 헤어지고 지저의 재건에 힘을 다하는 길을 택한다. 그리고 이가무는 혼자서 순례의 길로 나서는 것이었다.

## 광전대 마스크맨
마스크맨은 지저제국과의 싸움을 상정한 비밀조직 광전대 전사. 오라 파워를 발휘할 수 있는 인재들로 구성되어 있으며 본격적으로 활동하기 전까지는 스가타 레이싱팀의 멤버로 활동하고 있었다. 각각의 멤버들이 무술로 싸우며 각자 양손으로 특정 구자인법의 표시로 정신 통일을 도모한다. 참고로 멤버들은 작중에서든 기타 매체에서든 풀 네임 없이 이름으로만 불리고 있다.
- 레드 마스크 / 타케루 (タケル) (국내명: 레드 마스크 / 강영준) (23세 (1964년 출생))
- 블랙 마스크 / 켄타 (ケンタ) (국내명: 블랙 마스크 / 오민수) (21세 (1966년 출생))
- 블루 마스크 / 아키라 (アキラ) (국내명: 블루 마스크 / 박태환) (16세 (1971년 출생))
- 옐로 마스크 / 하루카 (ハルカ) (국내명: 옐로 마스크 / 김경아) (19세 (1968년 출생))
- 핑크 마스크 / 모모코 (モモコ) (국내명: 핑크 마스크 / 이은진) (19세 (1968년 출생))

## 지저 제국 츄브
지저 제국 츄브(地底帝国チューブ 치테에테에코쿠 추우부[*])는 광전대 마스크맨에 등장하는 적 집단. 지제왕 제바가 다스린다.
지저 세계를 지배하는 대제국. 지저 세계는 원래 평화로운 세계였지만 쿠데타에 의해 지저 왕가가 몰락하고 제왕이 된 제바의 공포 정치가 계속되었고, 제바의 끝없는 정복 욕구를 충족시키기 위해 지상 침공을 시작했다. 지상으로 통하는 무수한 튜브가 있는 지하 기차로 지상에 갈 수 있으며 지제수와 앙그라 전투기로 공격한다.
- 지제왕 제바(地帝王ゼーバ) (국내명: 지하 대왕)
- 지제왕자 이가무(地帝王子イガム)
- 지제사령 바라바(地帝司令バラバ)
- 지제닌자 후민(地帝忍フーミン)
- 지네난자 오요브(地帝忍オヨブー) (국내명: 요프라)
- 지기지기수 아나그마스(地奇地奇獣アナグマス) (국내명: 아라쿠라스)
- 에너지수 오케란파(エネルギー獣オケランパ)
- 도적기사 키로스(盗賊騎士キロス)

## 출연진

### 주연
- 타케루(강영준) / 레드 마스크 (음성) - 카이즈 료스케 (한국어 더빙 김환진)
- 켄타(오민수) / 블랙 마스크 (음성) - 쿠사카리 코우이치 (한국어 더빙 故 최병상)
- 아키라(박태환) / 블루 마스크 (음성) - 히로타 잇세이 (한국어 더빙 최수민)
- 하루카(김경아) / 옐로 마스크 (음성) - 나가타 유키 (한국어 더빙 故 정경애)
- 모모코(이은진) / 핑크 마스크 (음성) - 마에다 카나코 (한국어 더빙 김성희)
- 스가타 산쥬로(오 박사) - 타니 하야토 - (한국어 더빙 故 장정진)
- 히가시(아즈마) - 나나덴 레이코
- 야마가타 아키라(오 박사) - 켄초키 토모키
- 아스카 료(준호) / X1 마스크 (음성) - 아즈마 신지 (한국어 더빙 노민)
- 지제왕 제바 - 故 가토 세이조 (한국어 더빙 故 최병상)
- 지제왕자 이가무 - 아사미 미나 (한국어 더빙 김성희)
- 지제사령 바라바 - 시가 케이지로 (한국어 더빙 노민)
- 지제닌자 후민 - 쿠보타 카오리 (한국어 더빙 故 정경애)
- 지제닌자 오요브 - 오카모토 요시노리 (한국어 더빙 노민)
- 지기지기수 아나그마스 - 카미야마 타쿠조 (한국어 더빙 故 장정진)
- 에너지수 오케란파 - 시노다 카오루 (한국어 더빙 노민)

### 조연
- Dr. 카트리나 : 미미 블루스 (제3화)
- 지제닌자 이진 : 모토노 나오애 (제11화)

## 에피소드
1. 아름다운 수수께끼의 도망자
2. 기괴! 어둠의 지제성
3. 미지로의 한 걸음
4. 불타라! F1 혼!
5. 작은 검사 블루
6. 꿈의 갓 핸드
7. 폭발! 켄타의 사랑
8. 빛나라! 꽃의 검
9. 합체! 생명의 오라
10. 이가무 VS 타케루
11. 지저로부터의 망명자
12. 도전! 닌자의 명예
13. 아이돌을 쫓아라!
14. 파란 하늘로의 대 탈출
15. 잘 가거라, 소중한 꽃이여
16. 필살! 불꽃의 바라바
17. 부숴라! 지옥의 미궁
18. 사랑스러운 흡혈 인형
19. 요마! 아나그마스
20. 함정! 가라앉는 거대 로봇
21. 안개 속의 검은 그림자
22. 풍운! 오라의 폭풍
23. 악마가 된 미오
24. 송유동굴의 소년 괴수
25. 아키라의 연인?
26. 뜨거운 모래에 사라진 생명
27. 도적 기사 키로스
28. 미오가 이아루 공주?
29. 우정의 새로운 필살 무기
30. 어머니! 바라바의 절규!
31. 출현! 수호신 이가무용
32. 오요브! 필살의 달리기
33. 타케루여, 사랑을 베어라!
34. 사랑과 살의의 블루스
35. 제바의 수수께끼! 금단의 무덤
36. 소멸! 쌍둥이 파괴소녀
37. 꿈에 거는 전사들
38. 타케루가 사라지는 시간
39. 부활! 수수께끼 X1 마스크
40. 되살아나라, 사랑의 멜로디
41. 여강도 하루카 & 모모코
42. 날아라! 용기없는 소년의 노래
43. 아키라 실명! 수수께끼의 주문
44. 변신, 지제 검사 아키라
45. 이가무 왕자, 넌 여자!
46. 역습, 악마 연못의 비밀
47. 출격 전야, 죽음의 춤
48. 바라바, 배신에 의한 죽음
49. 다시 되살아난 이아루 공주
50. 제바, 전율의 정체
51. 지제성 대붕괴 (최종회)